# Đọa lạc thiên sứ
Đọa lạc thiên sứ (Fallen Angels) là một bộ phim của đạo diễn Vương Gia Vệ công chiếu lần đầu tại Hồng Kông năm 1995. Với dàn diễn viên chính gồm Lê Minh, Kaneshiro Takeshi, Lý Gia Hân, Dương Thái Ni và Mạc Văn Úy, bộ phim được Vương Gia Vệ phát triển từ những tình tiết của Trùng Khánh Sâm Lâm, tác phẩm thành công trước đó của ông. Tại Giải thưởng Điện ảnh Hồng Kông lần thứ 15 bộ phim đã chiến thắng ở ba hạng mục là Vai nữ phụ xuất sắc nhất (cho Mạc Văn Úy), Quay phim xuất sắc nhất (cho Christopher Doyle) và Nhạc phim xuất sắc nhất (cho Trần Huân Kì, Roal A. Garcia).

## Nội dung
Ming (Lê Minh) là một tay sát thủ máu lạnh ở Hồng Kông. Anh ta sống cô độc và có tính cách thích hành động, không ưa suy nghĩ, mọi phi vụ giết người Ming đều thực hiện theo chỉ dẫn và quyết định của người khác. Tuy có vẻ ngoài lạnh lùng nhưng thực ra trong lòng Ming luôn đau khổ vì một mối tình tan vỡ. Đối tác của Ming, người phụ trách lập kế hoạch các vụ giết người, là một cô gái trẻ không tên (Lý Gia Hân). Cô đem lòng yêu Ming từ lâu và thường xuyên tới nhà Ming trong lúc anh ta đi vắng để giúp dọn dẹp, tuy nhiên Ming lại chỉ coi cô là đối tác, câu trả lời của anh với tình cảm của cô là bài hát Forget Him (忘記他, Quên anh ta đi). Tình cờ anh gặp một cô gái không tên với bộ tóc giả màu vàng (Mạc Văn Úy) tại tiệm McDonald's, cô cũng đem lòng yêu anh và tìm mọi cách giữ anh lại bên mình. Nhưng một lần nữa Ming cũng không thể ở lại.
Hà Chí Vũ (Kaneshiro Takeshi) là một thanh niên câm thường có những hành động kì quặc. Anh hay gặp rắc rối với cảnh sát và tự gọi mình là người tù số 223. Hà Chí Vũ đem lòng yêu Charlie (Dương Thái Ni), một cô gái cũng có tính tình kì quặc đang đau khổ sau khi người yêu thông báo tin lập gia đình với cô gái có tên Blondie. Hà Chí Vũ sẵn sàng làm mọi thứ vì Charlie nhưng không thể khiến cô quên đi tình cảm cũ. Bằng đi một thời gian, Hà Chí Vũ gặp lại Charlie khi anh đang làm việc ở tiệm Midnight Express, cô đã có người yêu mới.

## Sản xuất và công chiếu
Đọa lạc thiên sứ được Vương Gia Vệ phát triển từ nhiều tình tiết của Trùng Khánh Sâm Lâm, bộ phim tình cảm rất thành công trước đó của ông. Nhân vật Hà Chí Vũ trong Trùng Khánh Sâm Lâm là cảnh sát số 223 người đem lòng yêu một cô gái có bộ tóc giả màu vàng. Tiệm Midnight Express nơi Hà Chí Vũ làm việc trong Đọa lạc thiên sứ chính là nơi Phi (Vương Phi) làm việc trong Trùng Khánh Sâm Lâm.
Tại Giải thưởng Điện ảnh Hồng Kông lần thứ 15  bộ phim đã chiến thắng ở ba hạng mục là Vai nữ phụ xuất sắc nhất (cho Mạc Văn Úy), Quay phim xuất sắc nhất (cho Christopher Doyle) và Nhạc phim xuất sắc nhất (cho Trần Huân Kì, Roal A. Garcia). Bộ phim còn giành giải Nhạc phim hay nhất và Chỉ đạo nghệ thuật xuất sắc nhất trong Liên hoan phim Kim Mã Đài Loan 1995.